# Victor Gruen
Victor David Gruen, vero nome Viktor David Grünbaum (Vienna, 18 luglio 1903 – Vienna, 14 febbraio 1980), è stato un architetto austriaco.
Gruen è noto principalmente per essere stato l'ideatore dei primi centri commerciali moderni.
Il suo nome è stato associato ad un particolare senso di disorientamento che sarebbe artificialmente indotto al cliente per spingerlo all'acquisto (Transfert di Gruen). Gruen rifiutò sempre questa associazione ritenendola non vera e, in ogni caso, non a lui riconducibile.

## Biografia

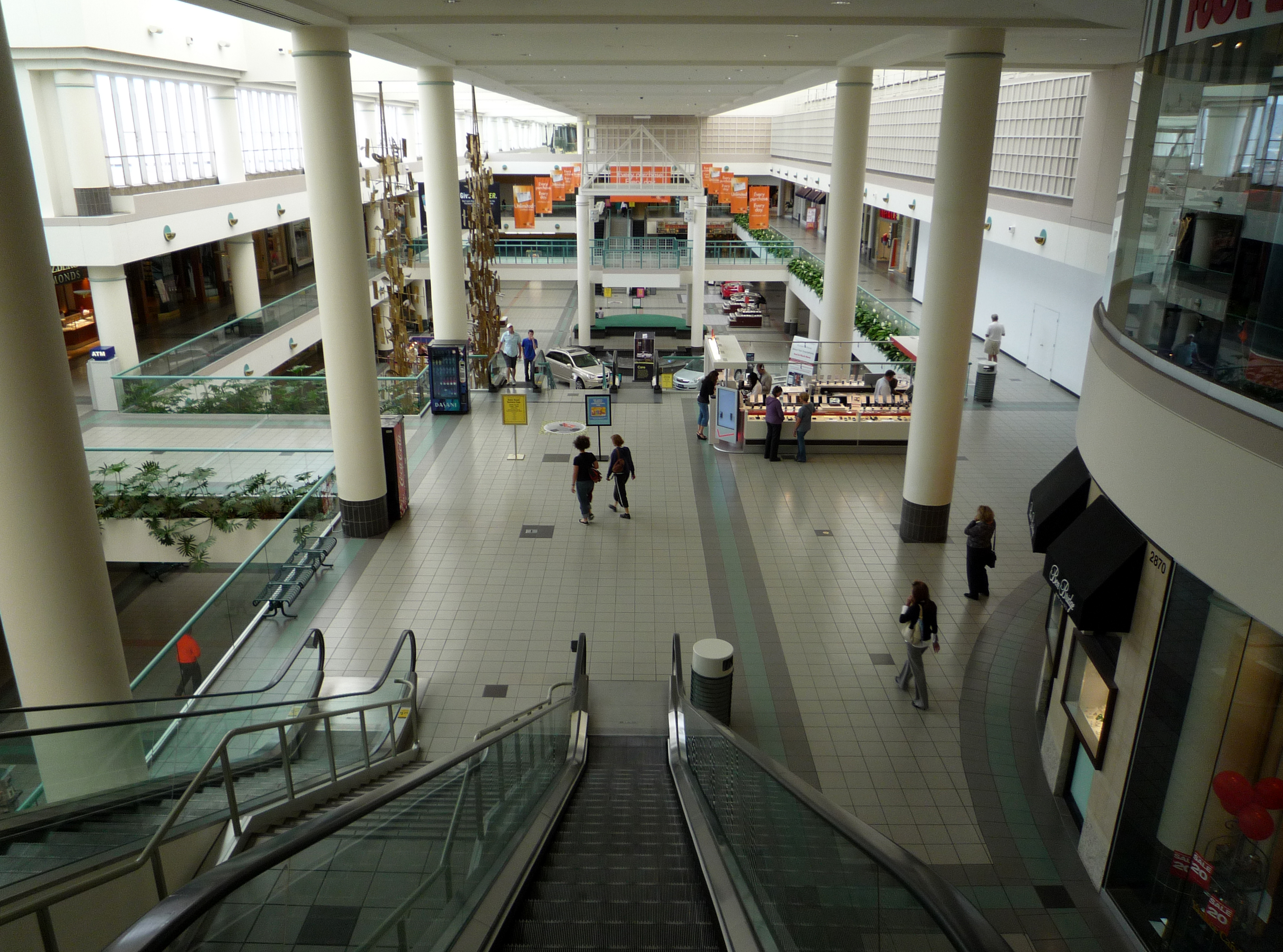
Southdale Center, il primo centro commerciale moderno al mondo, Edina, Minnesota, USA.

Ebreo di nascita, Gruen studiò architettura all'Accademia di Belle Arti di Vienna.
Nel 1938 emigrò con la moglie a New York, dove fondò il Refugee Artists Group assieme ad altri rifugiati. Quando l'amico Ludwig Lederer gli chiese di progettargli un negozio di articoli in pelle, Gruen ideò una galleria interna che apparve ai critici come rivoluzionaria.
Nel 1941 si trasferì a Los Angeles e nel 1951 vi fondò l'azienda Victor Gruen Associates.
In seguito progettò un complesso di negozi a Northland, vicino a Detroit, e successivamente Southdale a Edina (Minnesota), definito il primo vero centro commerciale, con parcheggi, un tetto, vetrine rivolte solo all'interno e aria condizionata o riscaldata.
Negli anni sessanta progettò inoltre il Greengate Centre a Greensburg (Pennsylvania), e nei settanta il Lakehurst Mall di Waukegan (Illinois).